# David Stakston
David Alexander Sjøholt (Raleigh, 22 de novembro de 1999) é um ator norueguês-americano. Ele é mais conhecido  por interpretar Magnus Fossbakken no drama adolescente norueguês Skam  e  Magne Seier na série dramática de fantasia da Netflix , Ragnarok.

## Biografia
Stakston nasceu em 22 de novembro de 1999 em Raleigh, Carolina do Norte e cresceu na Flórida, mais tarde se mudou e passou a morar em Oslo, na Noruega. O ator  fala tanto norueguês como inglês.

Em 2015, Stakston estrelou como um dos personagens principais da websérie dramática norueguesa Skam , que se tornou muito popular nos países nórdicos. Nos anos seguintes, ele fez algumas aparições mais curtas na televisão norueguesa.  Desde 2020, ele interpreta Magne Seier, o personagem principal da série dramática de fantasia norueguesa da Netflix, Ragnarok .

## Filmografia
| Ano  | Título           | Função | Notas          |
| ---- | ---------------- | ------ | -------------- |
| 2018 | Vill Ni Åka Mera | Jonas  | Curta-metragem |

### Televisão
| Ano       | Título   | Função             | Notas                                                                               |
| --------- | -------- | ------------------ | ----------------------------------------------------------------------------------- |
| 2015–2017 | Skam     | Magnus Fossbakken  | Papel principal (temporada 3); convidado (temporadas 1–2); recorrente (temporada 4) |
| 2020–2023 | Ragnarok | Magne Seier / Thor | Papel principal                                                                     |